# Alfred Baeumler
Alfred Baeumler (o Bäumler; en alemán: [ˈbɔʏmlɐ]; 19 de noviembre de 1887-19 de marzo de 1968), fue un filósofo y pedagogo alemán. Desde 1924 impartió clases en la Universidad Técnica de Dresde, en un comienzo como conferencista privatdozent, sin remuneración. En 1928 pasó a trabajar como asesor de docente (extraordinario) y al año siguiente como profesor de tiempo completo (ordinario). Desde 1933 dio clases de filosofía y educación política en Berlín, ejerciendo como director del Instituto de Pedagogía Política.

## Biografía
Como filósofo influenciado por la Alemania Nazi, Baeumler utilizó la doctrina filosófica de Friedrich Nietzsche para legitimar los ideales del nazismo. Thomas Mann leyó la obra de Baeumler sobre Nietzsche hacia principios de la década de 1930, y caracterizó sus citas bibliográficas como si fueran la "profecía de Hitler".  En su obra de 1931 llamada Nietzsche, el Filósofo y Político, Baeumler escribió:

«Una teoría del estado no se encuentra en ninguna obra de Nietzsche – pero sí ha abierto todos los caminos para la creación de una. (…) Su ataque contra el "Imperio" surge de la sensación de que nos deparará una tarea histórica-mundial. No quería saber nada acerca de que el Estado era un organismo moral, como lo planteaba Hegel, ni tampoco sobre la pequeña Alemania cristiana de Bismarck ("Kleindeutschland"). Ante sus ojos estaba la misión de nuestra raza: la misión de ser los líderes de Europa. (… ) ¿Como sería Europa sin los nórdicos germánicos? ¿Qué sería de Europa sin la presencia de Alemania? Una colonia romana. (…) Alemania solo puede existir históricamente en forma de la grandeza. Tiene la opción de existir como la fuerza anti-romana de Europa, o no existir. (…) El futuro Estado alemán no será la continuación de la creación de Bismarck, sino que será creado a partir del espíritu de Nietzsche y el espíritu de la Gran Guerra» (desde las pp. 180–183).

 Sus escritos fueron publicados en Italia hacia finales de los años noventa por el Edizioni di Ar, una casa editorial ultraderechista.

## Obras
- Studien zur deutschen Geistesgeschichte (Estudios sobre la Historia Intelectual de Alemania). Berlín:  und Dünnhaupt, 1937.
- Politik und Erziehung. Reden und Aufsätze (La Política y la Educación. Discursos y Artículos). Berlín: Junker und Dünnhaupt, 1937. (Compilación de discursos y ensayos).
- Männerbund und Wissenschaft (La Sociedad Masculina y la Ciencia). Berlín: Junker und Dünnhaupt, 1934.
- Nietzsche, der Philosoph und Politiker (Nietzsche, el Filósofo y Político). Leipzig: Reclam, 1931.
- Nietzsches Philosophie in Selbstzegunissen. Ausgewählt und herausgegeben von Alfred Baeumler (La Filosofía de Nietzsche en Selbstzegunissen. Seleccionado y Editado por Alfred Baeumler). Leipzig: Reclam, 1931.
- Die Unschuld des Werdens. Der Nachlass, ausgewählt und geordnet von Alfred Baeumler (La Inocencia del Devenir. Acotado, Seleccionado y Editado por Alfred Baeumler). Leipzig: Kröner, 1931. (Colección de obras inéditas de Nietzsche).
- Bachofen und Nietzsche (Bachofen y Nietzsche). Zúrich: Verlag der Neuen Schweizer Rundschau, 1929.
- Kants Kritik der Urteilskraft, ihre Geschichte und Systematik (Crítica hacia el Juicio de Kant, su Historia y Sistemática). 2 vols. Halle (Saale): Niemeyer, 1923.